# 李世達
李世達（1533年—1599年），字子成，號漸菴，陝西承宣布政使司西安府涇陽縣人，明朝政治人物，官至左都御史。

## 生平
嘉靖三十一年壬子科（1552年）陝西鄉試第二十一名，嘉靖三十五年（1556年）丙辰科進士。吏部观政，授户部主事。四十二年改任吏部考功司主事，隆慶元年升任稽勳員外郎、考功司員外郎，隆庆二年，担任考功郎中，与陆光祖等人受到重用。隆庆初年，遇上曾祖父丧事回家守孝。復起为文选司郎中，三年（1569年）六月升为通政司右通政、提督誊黄，給假歸。隆庆六年七月起复，仍以原官提督誊黄，十二月调任南京太仆寺卿。
万历二年（1574年）四月，改任都察院右僉都御史、廵撫山東。万历五年，升任右副都御史，總理河道。还未上任，就改任浙江巡抚。旋即称病回乡，万历十一年，任漕運都御史、兼廵撫鳳陽等處。黄河向南侵蚀，淮安报警，李世达请求修筑石堤捍卫城邑；宝应汜光湖风涛险恶，每年都造成水灾，请求开通越河抑制水势。神宗都同意。万历十二年，任南京兵部右侍郎；改戶部右侍郎、吏部左侍郎。提拔为南京吏部尚书，就职后又改任南京兵部尚书，参与机要事务。
万历十五年，命为刑部尚书。宦官张德将人殴打致死，李世达奏请将其交法司处理，刑科唐尧钦也赞同，张德才被交给主管官吏处治。大兴知县王阶因用鞭子抽打乐舞生，被交法司处治，神宗秘密地派遣两名校尉侦察此事，审判定罪那天被主事孙承荣阻挡。校尉返京上奏，神宗愤怒责备李世达。李世达称侦探不合大体。孙承荣最终被剥俸禄。东厂太监张鲸犯罪，言官争相弹劾，神宗曲意宽恕。李世达执意上奏，神宗才将张鲸排斥出京城。驸马都尉侯拱宸的奴仆打死了平民被依法惩治，李世达请求将侯拱宸一起治罪。于是革除了侯拱宸官职，命令他去国子监学习礼仪。罪犯焦文灿依法不应判死刑，神宗恼怒地将他列入死囚。遇上朝廷会审，命令户部尚书宋纁主笔。李世达对宋纁要求，对焦文灿从轻发落。此事抵触圣旨后，神宗责问，他又据法作答，神宗最终没有依从。当时，皇帝闲居，很暴躁，身边的侍从屡屡无罪被处死，李世达趁着灾异上奏讽谏。浙江发生饥荒，有人请求让罪犯捐出粟以免罪。李世达称：“法律不能废弃，宁可赦免也不能出卖。赦免就体现了皇恩，法律仍然存在。赎人则力量来自下面，人们更加藐视法律。”有识之士对此称是。
万历十八年，李世達改任左都御史。兵马指挥何价虐待三人致死，得到御史刘思瑜庇护。李世达上奏弹劾，皇帝降刘思瑜的官级。李世達又弹劾并使御史韩介等人受到罢免。皇帝很厌恶言官，下诏申斥，指责他们挟私报复。李世达劝谏：“效忠且正直的人，话语虽然偏激，心中实在没有别的意思。即使居心叵测，而谏言不能废置，应该一并容纳。只是阿谀奉承的人，此后应加以罢黜。则正直的话每天能听到，邪说渐渐消失。”
万历二十一年，李世達与吏部尚书孫鑨共同主持京官的考核，将官員中私人關係入籍的全部贬斥。考功郎中赵南星被弹劾贬官，李世达极力抗争，皇上反而将南星除名，于是李世達请求辞职，皇上不同意。这年秋天吏部侍郎赵用贤因为拒绝婚事遭人攻击，李世达辩白无罪。郎中杨应宿、郑材上奏诋毁李世达，他便接连上奏请求退休。回乡七年去世。二十七年九月賜祭葬，赠太子太保，谥敏肃。

## 著作
有《少保李公奏議》。

## 家族
曾祖李寬；祖父李柰；父李廷相，封吏部主事加员外郎。母王氏，贈安人加宜人。兄世遠、世登、世逵、世春、世科、弟世新、世芳。有子李梓。

## 延伸阅读
[在维基数据编辑]
 《國朝獻徵錄·卷之五十四》，出自焦竑《國朝獻徵錄》
 《明史卷二百二十》，出自《明史》